# 米洛什·約萬諾維奇
米洛什·約萬諾維奇（發音：[mîloʃ joʋǎːnoʋitɕ]；1976年8月19日—）是塞尔维亚政治家、律師及政治学家。他是塞爾維亞民主黨主席和贝尔格莱德大学法律學院講座教授。他也是2022年塞爾維亞大選中塞爾維亞民主黨所派出的總統選舉候選人。

## 早期生活與教育
他在1976年8月19日生於贝尔格莱德。他在第五貝爾格萊德高級中學接受高級中學教育。他在1999年及2000年分別在巴黎第一大学（先賢祠-索邦大學）的法律學院與政治學系畢業。
他在2001年在指導教授查理·索格比教授的指導下完成他的巴黎第一大學（先賢祠-索邦大學）國際關係學碩士學位論文《斯洛文尼亞與克羅地亞獨立的國際認可》（La reconnaissance internationale des indépendances slovène et croate）。
他在2010年12月在博士導師查理·索格比教授的指導下完成他的博士論文《以北大西洋公約組織於1999年軍事干預南斯拉夫聯盟共和國為例分析在後冷戰時期動用武力的合法性與正當性》。
他通曉英语與法语。

## 工作
自2001年至2005年，他負責巴黎第一大學（先賢祠-索邦大學）法學院的憲法和政治制度以及比较政治学系的習題。
自2006年至2011年，他在貝爾格萊德國際政治經濟研究所擔任研究員。在2011年10月與2014年2月，他兩度被選為貝爾格萊德大學法律學院歐洲一體化與國際關係入門科的助理教授，而在2019年3月，他被選為同科的副教授，並繼續在貝爾格萊德大學法律學院任教。
他曾為斯洛博丹·約萬諾維奇基金會理事會成員。理事會的其他成員包括理事會主席馬蒂亞·貝奇科維奇、科斯塔·查沃什基、斯洛博丹·拉基蒂奇、弗拉代塔·揚科維奇、沃伊斯拉夫·科什图尼察與斯洛博丹·薩馬爾季奇。

## 從政
他自2007年7月起為時任科索沃和梅托希亞部部長斯洛博丹·薩馬爾季奇的國際法律事務助理，並曾以塞爾維亞代表團成員的身份參與了關於科索沃和梅托希亞未來地位的談判。2008年2月，他被任命為塞爾維亞共和國政府法律小組的兩名協調員之一。他曾為塞爾維亞民主黨貝爾格萊德分部臨時副主席與時任塞爾維亞民主黨主席沃伊斯拉夫·科什圖尼察的政治顧問，後來成為塞爾維亞民主黨副主席。
在2012年塞爾維亞國會選舉過後，他成為塞爾維亞共和國國民議會議員。他曾為北大西洋公約組織議員大會的塞爾維亞代表團成員，並曾為國民議會國防與內政委員會的成員。2013年10月9日，他將黨内的所有權力交還予塞爾維亞民主黨，惟仍留任副主席。他隨後即辭去所有黨內職務，稱他相信黨內高層並未盡其全力把科索沃和梅托希亞自治省留下為塞爾維亞的領土，並指黨對政府的態度過於溫和。因此，他認為有必要將所有愛國勢力聚集到一個由政治組織和知識分子以及知名公眾人物組成的聯盟中，對塞尔维亚前进党執政的政府對科索沃和梅托希亞自治省的屈服態度達成一致的共識，並作為新政府在位期間的必要反對黨勢力。他自2013年4月《布魯塞爾協定》簽訂以來已公開撰文探討和談論過此事。
他自2017年5月28日起為塞爾維亞民主黨主席。他在2018年貝爾格萊德市議會選舉中參選貝爾格萊德市長，惟僅獲得1.12%的選票。2019年11月，他宣佈與“人牆”、“克拉列沃原住民運動”、“生命之隊”等小型政治組織，以及時任塞爾維亞軍事工會會長諾維察·安蒂奇共同成立2020年塞爾維亞國會選舉的選舉聯盟「掃帚2020」，惟塞爾維亞民主黨在該次國會選舉僅獲得2.2%的選票，並因未能達到進入國會的得票門檻而失去所有國會議席。2020年7月21日，他宣佈塞爾維亞民主黨的黨名可能會進行變更。

## 政治觀點
他自認為右翼歐洲懷疑主義者（疑歐派）。他聲稱欧洲联盟（歐盟）存在先天不足，而塞爾維亞國内對於是否加入歐盟應進行公開辯論。他反對塞爾維亞承認科索沃的獨立地位，並聲稱最佳的可行辦法是維持塞爾維亞與其自行宣告獨立的科索沃和梅托希亞自治省的現狀。
他在2020年5月接受《今天》的訪問時談論到2020年塞爾維亞國會選舉與南斯拉夫內戰。他在談論到南斯拉夫內戰時表示：
|  | “固然，歷史不可忘記。相反，歷史記憶必須得到培養，因為塞族人是1990年代的最大受害者之一。外界在當時對塞族人犯下了兩宗最大的罪行。第一宗罪行發生在1995年，當時克罗地亚進行了最大規模的種族清洗，並將境内的塞族人自塞爾維亞克拉伊納共和國驅逐。第二宗罪行發生在1999年，當時北大西洋公约组织對我國進行了侵略，並犯下最為嚴重的罪行——反和平的罪行。” |

## 軍事經歷

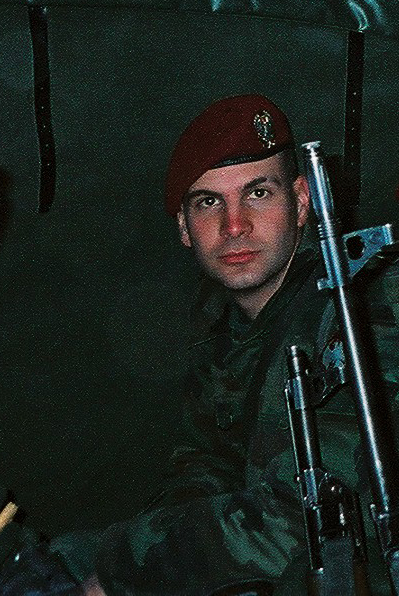
在第63傘兵旅服役的約萬諾維奇

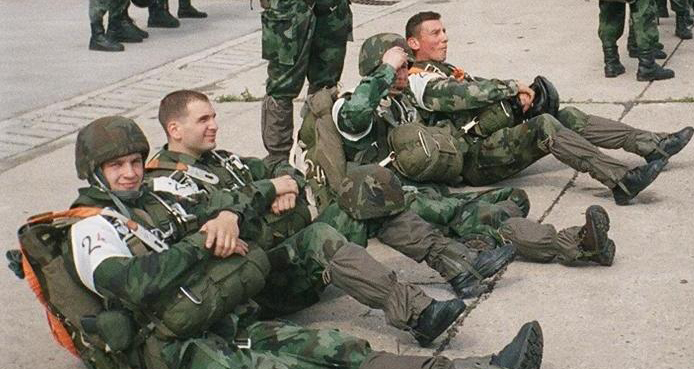
2006年國際跳傘全能比賽中的約萬諾維奇（左二）

他曾在塞爾維亞和黑山武裝部隊第63傘兵旅服役，並在2006年參與了國際跳傘全能比賽。

## 著作
他是部分學術文獻與報紙文章的作者，以下為其部分所著：
- Jovanović, Miloš. Petit, Yves; Rakić, Branko; Lukić-Radović, Maja (dir.).  (PDF). L'idée d'Union européenne de 1929 à 2016: du projet d'Aristide Briand au retrait du Royaume-Uni (Belgrade: Univerzitet u Beogradu – Pravni fakultet). 2017: 41–56  [2021-02-23]. （原始内容存档 (PDF)于2018-02-18）.
- Крстић, Ивана; Јовановић, Милош. . Правни поредак Незавсине Државе Хрватске (Правни факултет Универзитета у Београду). 2017: 183–216.
- Јовановић, Милош. Ружић, Светлана Курћубић , 编.  (PDF). Ка српском становишту (Београд: Евро-Ђунти). 2014: 127–152  [2021-02-23]. （原始内容存档 (PDF)于2021-02-14）.
- Јовановић, Милош. Ружић, Светлана Курћубић , 编.  (PDF). Ка српском становишту (Београд: Евро-Ђунти). 2014: 95–125  [2021-02-23]. （原始内容存档 (PDF)于2021-02-14）.
- Јовановић, Милош. Николић, Оливер; Петров, Владан , 编.  (PDF). Увод у право Француске (Београд: Институт за упоредно право/Правни факултет Универзитета у Београду). 2013: 93–119  [2021-02-23]. （原始内容存档 (PDF)于2021-02-14）.
- Јовановић, Милош.  (PDF). Анали Правног факултета у Београду. 2013, (2): 197–214  [2021-02-23]. （原始内容存档 (PDF)于2014-03-11）.
- Јовановић, Милош.  (PDF). ЗВЕНЬЯ, Экспертное издание Фонда исторической перспективы (Москва). 2013, 1 (16): 139–174  [2021-02-23]. （原始内容 (PDF)存档于2018-02-18）.
- Jovanović, Miloš. . Danas. 2013.
- Јовановић, Милош.  (PDF). Српска политичка мисао. 2013, (2): 187–204  [2021-02-23]. （原始内容存档 (PDF)于2014-03-11）.
- Јовановић, Милош. . Политика. 2013  [2021-02-23]. （原始内容存档于2013-06-29）.
- Јовановић, Милош.  (PDF). Европско законодавство. 2012, (42/12): 313–333  [2021-02-23]. （原始内容存档 (PDF)于2021-02-14）.
- Jovanović, Miloš. . Belgrade Law Review. 2008, 3: 108–140.
- Јовановић, Милош.  (PDF). Међународни проблеми. 2007, LIX (2–3): 243–265  [2021-02-23]. （原始内容存档 (PDF)于2015-09-08）.
- Jovanović, Miloš. . Review of international affairs. 2007, LVII (1125-1126): 5–15.
- Јовановић, Милош.  (PDF). Међународна политика. 2006, (1123): 5–13  [2021-02-23]. （原始内容存档 (PDF)于2021-02-14）.
- Јовановић, Милош. Ерић, Слободан , 编. . Косово и Метохија – аргументи за останак у Србији, Геополитика (Београд). 2006: 93–118.